# Timár Szaniszló
Timár Szaniszló, 1899-ig Schwarzenberg Béla (Baja, 1859. március 22. – Budapest, Erzsébetváros, 1917. április 26.) író, újságíró.

## Élete
Apja, Schwarzenberg Vilmos tímármester volt, aki részt vett az 1848–49-es forradalom és szabadságharcban, azonban megbetegedett és anyagilag is tönkrement. Anyja Eisler Anna volt. Gyermekkora nélkülözésben telt. Tanulmányait szülővárosában, a Bajai Királyi Katolikus Főgimnáziumban kezdte, majd a Budapesti Tudományegyetemen orvosi oklevelet szerzett. 1888-ban a lóvasút elgázolta, aminek következtében a bal karja megbénult, így az orvosi pályáját abba kellett hagynia. Az irodalom iránt már orvosnövendék korában érdeklődést mutatott, majd megismerkedett Csiky Gergellyel, aki bevezette az irodalomba. Az Egyetértés című politikai napilap belső munkatársa lett, ahol novellái és elmélkedő tárcái is megjelentek. Később a színházi rovatot vette át és színházi referens lett. Nála jelent meg első alkalommal szocialista szellemű társadalomábrázolás a magyar irodalomtörténetben. Tagja volt az Izraelita Magyar Irodalmi Társulatnak és a Budapesti Újságírók Egyesülete választmányának. Halálát tüdővész okozta.
Felesége Pick Janka volt. Fia, Tímár László (1893–1905) tizenegy éves korában vesztette életét.
A Kozma utcai izraelita temetőben helyezték végső nyugalomra.
Álneve: Tom.

## Művei
- Az aranyborjú. Monte-carlói történetek. (Budapest, 1893)
- Az élet vásárja (elbeszélések, Budapest, 1895)
- Selyem és rongy (regény, I-II. kötet, Budapest, 1897)
- Az öröm vallása (regény, Budapest, 1900)
- Röptében a nagyvilág körül: a világ kiváló városainak, tájainak és műalkotásainak fénykép-gyűjteménye magyarázó szöveggel. Szerk. (Chicago, 1900 körül)